# Wenceslao Rambla Zaragozá
Wenceslao Rambla Zaragozá (Castellón de la Plana, 1948-Benicasim, 21 de septiembre de 2023), más conocido como Wences Rambla, fue un catedrático de Estética y Teoría de las Artes en la Universidad Jaime I, de la que fue vicerrector de Cultura y Extensión Universitaria. Además fue pintor de arte abstracto en Castellón de la Plana.

## Biografía
Nacido en 1948, desde su juventud se interesó por la pintura, el arte y la filosofía. Estudió la Diplomatura de Magisterio en la Escuela Normal de Castellón, y ya allí ganó el 1.er Premio del "Concurso de Dibujo y Pintura / Primera Promoción Plan 1967".
Posteriormente, estudió Filosofía en la Universidad de Valencia, lo que le permitió ser profesor de Enseñanzas Medias en el Instituto Francisco Ribalta de Castellón de la Plana, del que llegó a ser catedrático.
En su etapa como profesor universitario, impartió clases en la Universidad de Valencia y la Universidad Jaime I de Castellón de la Plana. Doctor en Filosofía y CC. Educación por la Universidad de Valencia y catedrático en Estética y Teoría de las Artes por la Universidad Jaime I, se dedicó a sus tareas como Vicerrector de Cultura de la misma, que alternó con sus numerosas exposiciones, actividades investigadoras, y publicación de libros y artículos en revistas especializadas y periódicos de ámbito local y nacional.
Falleció el 21 de septiembre de 2023, a los 74 años, mientras se bañaba en la playa Els Terrers de Benicasim.

## Obra artística e investigadora
Su faceta artística, en la cual destaca la abstracción pictórica y vital, ha vivido diversas etapas: desde una primera y relativamente breve etapa de figuración y de temática crítico-social hasta otras de abstracción informalista y geométrica desde 1985 hasta 2011.
También ha realizado exposiciones fotográficas, entre ellas cabe destacar Cuba.Quo Vadis, en la que se muestra la mezcla entre decadencia y alegría de la isla.
Ha expuesto en numerosas ciudades y su obra es representada en el Museo del Arte Moderno de Egipto, Real Academia de Bellas Artes de San Fernando (Madrid), Museo de la Solidaridad Salvador Allende (Chile), Museo de Arte Contemporáneo de Villafamés (Castellón), Museo de Bellas Artes de Castellón, Cartwright Hall/Art Gallery and Museum in Bradford (Inglaterra), Institución Cultural de Cantabria (Santander), etc.
También fue miembro de asociaciones culturales, tales como La Real Academia de Bellas Artes de San Carlos (Valencia), y las Asociaciones Valenciana, Española y Internacional de la Crítica de Arte. Fue vicepresidente/director adjunto del Museo de Arte Contemporáneo de Villafamés y codirector de la colección de monografías «Dissenyadors Valencians».
Fue vicerrector de Cultura de la Universidad Jaime I, durante los cursos 1995/96 y 1996/97 y 2009-2010.
También presente en el campo de la Arquitectura y el Diseño, perteneció al comité editorial del Anuario de Estudios de Arquitectura del Departamento de Evaluación del Diseño en el Tiempo (Universidad Autónoma Metropolitana, Azcapotzalco, Ciudad de México) y al de la revista especializada en temas de diseño y arte mm1 Diseñarte (Universidad Autónoma Metropolitana, Ciudad de México).

## Publicaciones
Ha publicado una veintena de libros, entre los cuales destacan:
- Seis poéticas figurativas en la Plástica de Castellón(1955-1985)
- Traver Calzada o el problema de la realidad (1989)
- El surrealismo práctico de J. M. Doñate (1992)
- Antoni Miró, Trajecte Interior (1996)
- Luis Prades. Geometría Habitada (2000)
- Álvaro Bautista: Diseño gráfico para una comunicación global (2002)
- Rambla, Wenceslao (1996). Una aproximació a la teoria de l'art contemporani. Castellón de la Plana: Universidad Jaime I. ISBN 84-8021-124-5.
- Rambla, Wenceslao (1998). Forma i expressió en la plàstica d'Antoni Miró. Alicante: Caja de Ahorros del Mediterráneo. ISBN 84-89792-06-2.
- Rambla, Wenceslao (2000). Principales itinerarios artísticos del siglo XX. Castellón de la Plana: Universidad Jaime I. ISBN 84-8021-311-6.
- Rambla, Wenceslao (2000). El diseño multidisciplinar de Daniel Nebot. Castellón: Universidad Jaime I. ISBN 84-88664-96-6.
- Rambla, Wenceslao (2008). Principales itinerarios artísticos en la plástica y arquitectura del siglo XX: una aproximación a la teoría del arte contemporáneo. Castellón de la Plana: Universidad Jaime I. p. 802. ISBN 978-84-8021-695-1.
- Rambla, Wenceslao (2005). Vicent Martínez o el diseño de mobiliario en el marco de puntmobles:. Castellón: Universidad Jaime I. Texto « 84-95915-48-0» ignorado (ayuda)

También ha escrito numerosos artículos sobre temas de diseño, estética, arte contemporáneo y crítica de arte.